# Crise de liquidité
 (juin 2014).
Une crise de liquidité (ou crise d'illiquidité) désigne un phénomène au cours duquel un État ou une entreprise ne dispose pas des liquidités nécessaires pour faire face à ses engagements. Dans une crise de solvabilité , les entreprises ou les États ne peuvent pas faire face non pas à cause de difficultés temporaires de trésorerie mais parce qu'ils présentent des déficits structurels entre recettes et dépenses.
La liquidité peut faire référence à la liquidité du marché (la facilité avec laquelle un actif peut être converti en un support liquide, par exemple de l'argent), à la liquidité de financement (la facilité avec laquelle les emprunteurs peuvent obtenir un financement externe) ou à la liquidité comptable (la santé du bilan d’une institution mesurée en termes d’actifs assimilés à des liquidités). En outre, certains économistes définissent un marché comme étant liquide s’il peut absorber les « transactions de liquidité » (vente de titres par les investisseurs pour répondre à des besoins soudains de liquidités) sans changements importants de prix. Cette pénurie de liquidités peut refléter une chute des prix des actifs en dessous de leur prix fondamental à long terme, une détérioration des conditions de financement externe, une réduction du nombre d’acteurs du marché ou simplement une difficulté à négocier des actifs.
Dans le domaine bancaire, on parle de crise de liquidités lorsque les banques et autres établissements financiers refusent de se prêter mutuellement de l’argent (c’est-à-dire des liquidités) entre eux.
La raison est une perte de confiance : les autres établissements sont susceptibles de détenir des créances douteuses ou de faire faillite et donc de ne pas pouvoir faire face à leurs engagements. Le phénomène de l’effet multiplicateur du crédit amène alors à un cercle vicieux, et la crise est auto-entretenue. Pour éviter cela, les banques centrales peuvent intervenir sur le marché en prêtant de l'argent (on parle d'injection de liquidités).

## Un modèle de crise de liquidité
L’un des modèles les plus anciens et les plus influents de crise de liquidité et de panique bancaire a été établi par Diamond et Dybvig en 1983. Le modèle Diamond-Dybvig démontre comment l’intermédiation financière par les banques, réalisée en acceptant des actifs intrinsèquement illiquides et en offrant des passifs beaucoup plus liquides (offrant un modèle de rendement plus fluide), peut rendre les banques vulnérables à une panique bancaire. Soulignant le rôle joué par les contrats de dépôt à vue dans la fourniture de liquidités et un meilleur partage des risques entre les gens, ils soutiennent qu’un tel contrat de dépôt à vue a un équilibre indésirable potentiel où tous les déposants paniquent et retirent leurs dépôts immédiatement. Cela donne lieu à des paniques auto-réalisatrices parmi les déposants, car nous observons des retraits même par les déposants qui auraient en fait préféré laisser leurs dépôts, s’ils n’étaient pas préoccupés par la faillite de la banque. Cela peut conduire à la faillite de banques même « saines » et, à terme, à une contraction de la liquidité à l’échelle de l’économie, entraînant une crise financière totale.
Diamond et Dybvig démontrent que lorsque les banques fournissent des contrats de dépôt à vue pure, nous pouvons en fait avoir plusieurs équilibres. Si la confiance est maintenue, ces contrats peuvent réellement améliorer les résultats concurrentiels du marché et offrir un meilleur partage des risques. Dans un tel équilibre, un déposant ne se retirera que lorsqu’il est approprié de le faire dans le cadre d’un partage optimal des risques. Cependant, si les agents paniquent, leurs incitations sont faussées et dans un tel équilibre, tous les déposants retirent leurs dépôts. Étant donné que les actifs liquidés sont vendus à perte, dans ce scénario, une banque liquidera tous ses actifs, même si tous les déposants ne se retirent pas.
Notez que la raison sous-jacente des retraits par les déposants dans le modèle Diamond-Dybvig est un changement dans les attentes. Alternativement, une panique bancaire peut se produire parce que les actifs de la banque, qui sont liquides mais risqués, ne couvrent plus le passif nominalement fixe (dépôts à vue), et les déposants se retirent donc rapidement pour minimiser leurs pertes potentielles.
Le modèle fournit également un cadre approprié pour l’analyse des dispositifs qui peuvent être utilisés pour contenir et même prévenir une crise de liquidité (développé ci-dessous).